# Moringa borziana
Espèce
Classification phylogénétique
Moringa borziana est une espèce de petit arbre à racine tubérisée de la famille des Moringaceae.
Elle est originaire du sud Kenya et de la Somalie. Elle fait de 1,5-3 m de haut. Ses fleurs odorantes sont vertes crèmes à jaunes.
Elle pousse en terrains assez humide.